# Хрящеватое
Хрящеватое (укр. Хрящувате) — посёлок в Краснодонском районе Луганской области. Находится под контролем самопровозглашённой Луганской Народной Республики.
Административный центр Хрящеватенского сельского совета.

## Географическое положение
Посёлок находится на юго-восточной окраине Луганска. С населённым пунктом также соседствуют: посёлок Фабричное и сёла Роскошное на юго-западе, Терновое и Переможное на юге, Комиссаровка и Видно-Софиевка на юго-востоке, посёлок Новосветловка и сёла Валиевка на востоке, Вишнёвый Дол, Лобачёво, Бурчак-Михайловка и Николаевка на северо-востоке.

## Название
Назван по имени балки, на склонах которой находится, — Хрящеватая. Название балки идёт от слова «хрящ» — камень, который выветривается, выходит на поверхность.

## История
В июле 1995 года Кабинет министров Украины утвердил решение о приватизации находившегося здесь совхоза «Новоанновский».
Весной 2014 года в районе села Хрящеватое произошли столкновения между подразделениями ВСУ и ЛНР. В ходе боев за населенный пункт стороны неоднократно предпринимали попытки установить над ним контроль, что привело к сильному повреждению инфраструктуры, что вынудило часть местных жителей покинуть свои дома.
С лета 2014 находится под контролем ЛНР